# Station Nada
Station Nada (灘駅, Nada-eki) is een spoorwegstation in de wijk Nada-ku in Kobe, Japan. Het wordt aangedaan door de JR Kobe-lijn. Het station heeft vier sporen, waarvan de sporen 1 en 4 als passeerspoor worden gebruikt.

## Treindienst

### JR West
| 1 | ■ JR Kobe-lijn: | passeerspoor                              |
| 2 | ■ JR Kobe-lijn  | richting Sannomiya en Himeji              |
| 3 | ■ JR Kobe-lijn  | richting Amagasaki, Osaka en Kita-Shinchi |
| 4 | ■ JR Kobe-lijn: | passeerspoor                              |

## Geschiedenis
Het station werd in 1917 geopend.

## Overig openbaar vervoer
Bussen 100 en 102 van het busnetwerk van Kōbe.

## Stationsomgeving
Het station ligt vlak bij de dierentuin van Kobe, hoewel het niet het dichtstbijzijnde station is.
- Station Ojikōen aan de Hankyu Kobe-lijn
- Station Iwaya aan de Hanshin-lijn
- Literatuurmuseum van Kobe
- Lawson
- MOS Burger
- FamilyMart

(Tōkaidō-lijn<<) · Ōsaka · Tsukamoto · Amagasaki · Tachibana · Koshienguchi · Nishinomiya · Sakura-Shukugawa · Ashiya · Konan-Yamate · Settsu-Motoyama · Sumiyoshi · Rokkomichi · Nada · Sannomiya · Motomachi · Kōbe · Hyōgo · Shin-Nagata · Takatori · Suma-Kaihinkōen · Suma · Shioya · Tarumi · Maiko · Asagiri · Akashi · Nishi-Akashi · Okubo · Uozumi · Tsuchiyama · Higashi-Kakogawa · Kakogawa · Hoden · Sone · Himeji-Bessho · Gochaku · Himeji · (>>Sanyō-lijn) 

Wadamisaki-lijn: Hyōgo · Wadamisaki